# Arco eléctrico

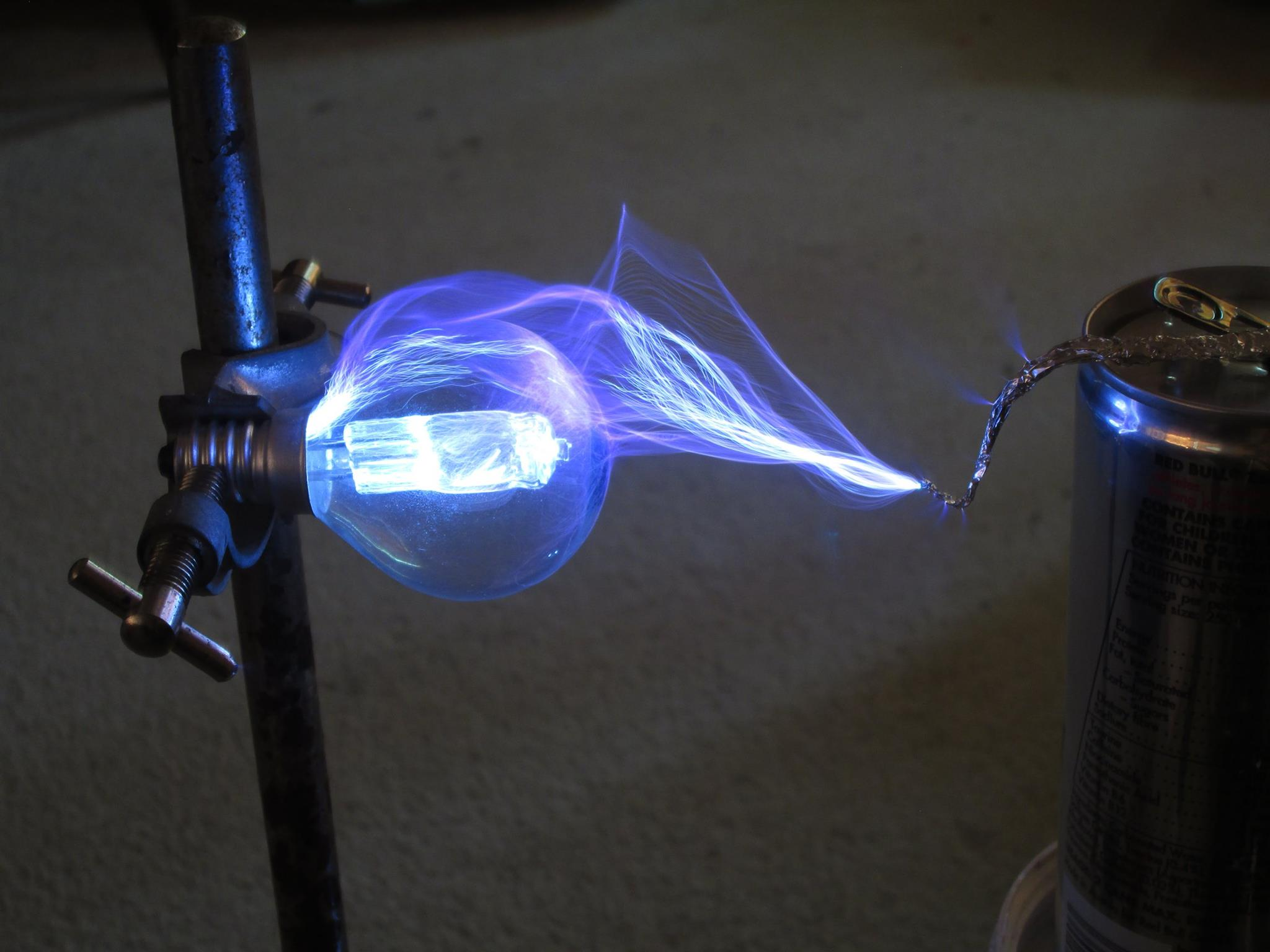
Arco eléctrico

En electricidad se denomina arco eléctrico o también arco voltaico a la descarga eléctrica que se forma entre dos electrodos sometidos a una diferencia de potencial y colocados en el seno de una atmósfera gaseosa. Fue descubierto y demostrado por primera vez por Hertha Marks Ayrton. Para iniciar un arco se ponen en contacto, brevemente, los extremos de dos electrodos, usualmente en forma de lápiz, por lo general de grafito, y se hace pasar una corriente intensa (unos 10 amperios) a través de ellos. Esta corriente provoca un gran calentamiento en el punto de contacto, al separarse los electrodos, se forma entre ellos una descarga luminosa similar a una llama. 

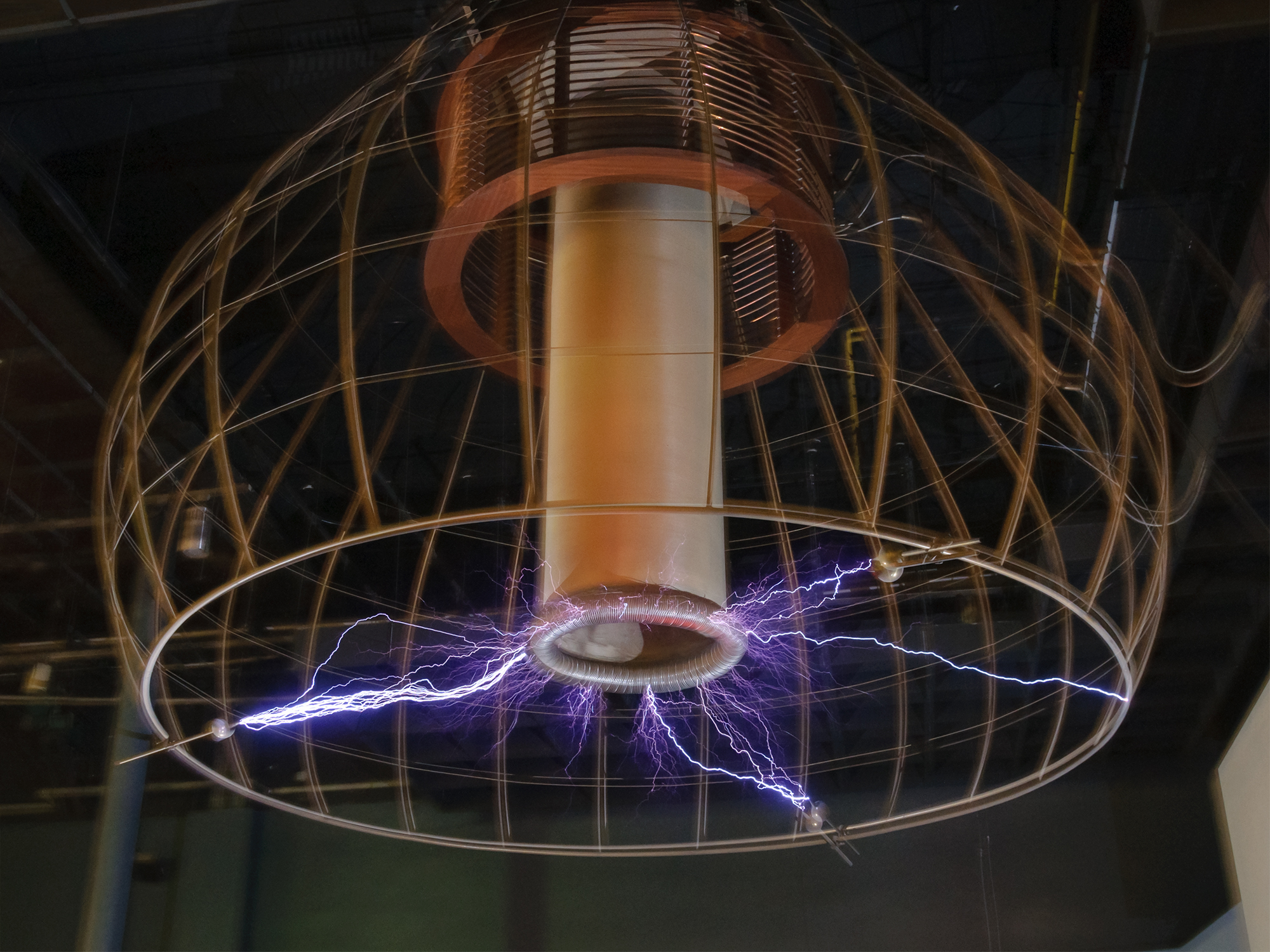
Arcos eléctricos producidos por una bobina de Tesla

La descarga está producida por electrones que van desde el electrodo negativo al positivo, pero también, en parte, por iones positivos que se mueven en sentido opuesto. El choque de los iones genera un calor intenso en los electrodos, calentándose más el electrodo positivo debido a que los electrones que golpean contra él tienen mayor energía total.
En un arco abierto al aire a presión normal, el electrodo positivo alcanza una temperatura de 3500 grados celsius. Durante el tiempo de la descarga se produce una luminosidad muy intensa y un gran desprendimiento de calor. Ambos fenómenos, en caso de ser accidentales, pueden ser sumamente destructivos, como ocurre con la perforación de aisladores en las líneas de transporte de energía eléctrica en alta tensión o de los aislantes de conductores y otros elementos eléctricos o electrónicos.

## Aplicaciones

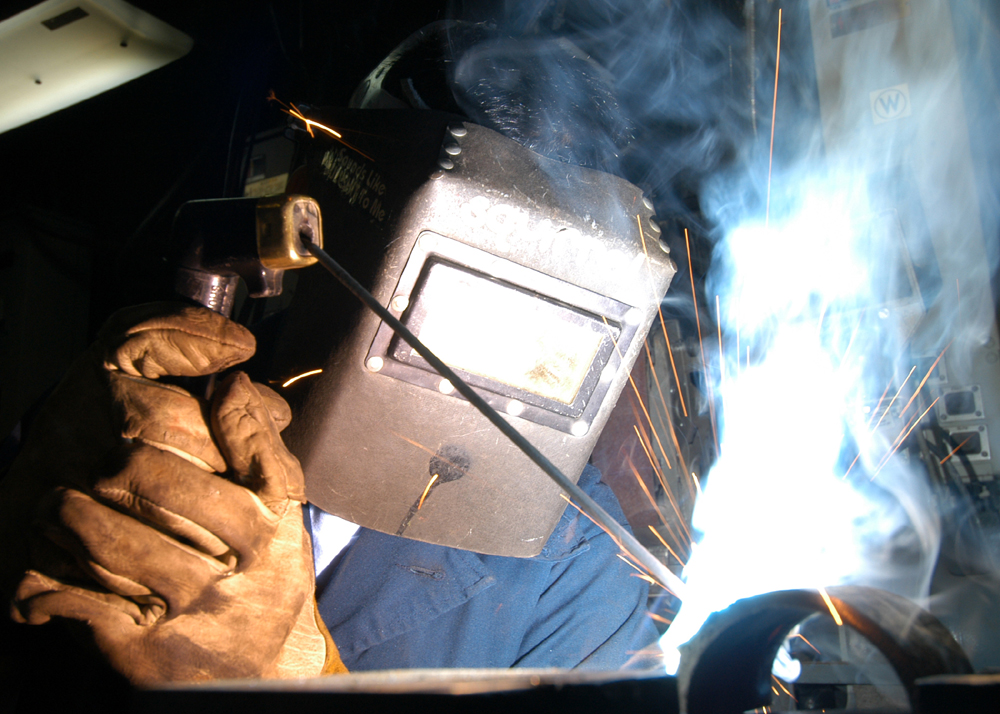
Soldadura por arco eléctrico

El arco eléctrico utilizado de forma controlada se ha empleado como fuente de luz, antes de la invención de la lámpara incandescente e incluso después, en la industria cinematográfica para conseguir fuertes intensidades luminosas en la filmación de películas así como en los proyectores de las salas de cine. Los efectos caloríficos del arco eléctrico se continúan utilizando en la industria para la soldadura de metales y otros procedimientos metalúrgicos. En este último tipo de aplicaciones el intenso calor generado por el arco eléctrico suele utilizarse en hornos especiales para fundir materiales refractarios. En este tipo de hornos pueden alcanzarse fácilmente temperaturas del orden de los 3500 °C. Esto también permite fundir productos con un punto de fusión muy alto. La ventaja especial de este procedimiento es una completa independencia a la hora de elegir los productos a aplicar (chatarra, esponja de hierro, arrabio así como cualquier tipo de mezcla).

## Accidentes
Cada año cientos de trabajadores de la electricidad sufren quemaduras fatales o causantes de invalidez por causa del arco eléctrico, muchas de las cuales podrían evitarse o verse disminuidas en cuanto a su gravedad a través del uso apropiado de equipos de protección personal (EPP). El departamento de estadísticas laborales de los Estados Unidos muestra que existe un promedio de 1710 quemaduras eléctricas por año. El peor año hasta la fecha fue 1995 con un total de 2200. Si bien existe una tendencia a bajar, debido en parte al aumento en el uso de EPP por parte de los trabajadores de la electricidad, aún queda mucho por hacer para ganar la aceptación y el uso universal de los mismos.